# Campyloneurus latispeculum
Campyloneurus latispeculum är en stekelart som beskrevs av Günther Enderlein 1920. Campyloneurus latispeculum ingår i släktet Campyloneurus och familjen bracksteklar. Inga underarter finns listade.